# Bacillus subtilis

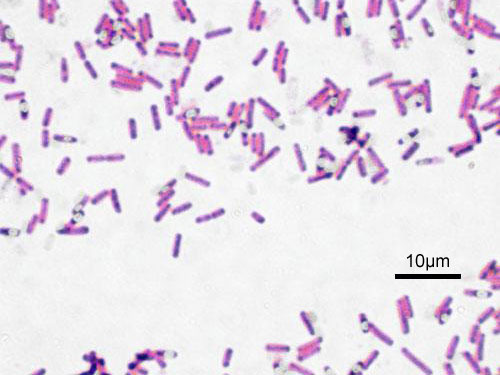
Gram-gekleurde Bacillus subtilis

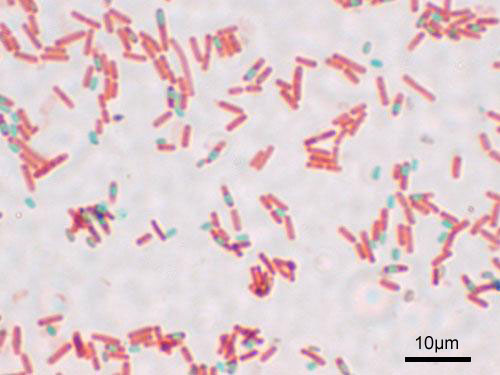
Sporulerende Bacillus subtilis

Bacillus subtilis is een grampositieve en katalase-positieve bacterie die gewoonlijk in grond voorkomt. De bacterie is staafvormig en kan een endospore vormen, waardoor de bacterie extreme omstandigheden kan overleven. De bacterie is altijd tot de groep obligaat aerobe bacteriën gerekend. Onderzoek heeft echter uitgewezen dat dit niet helemaal juist is. De bacterie kan ook anaeroob leven door gebruik te maken van nitraat of nitriet als een terminale elektronenacceptor of door fermentatie.
De staafvormige bacterie is circa 2 tot 3 µm lang en heeft een doorsnede van circa 0,6 µm. De cel heeft rondom zweepstaartjes, waardoor ze zich snel kan verplaatsen.

## Geschiedenis
In 1835 gaf Christian Gottfried Ehrenberg de bacterie de wetenschappelijke naam Vibrio subtilis, maar in 1872 hernoemde Ferdinand Cohn de bacterie in Bacillus subtilis.
Celculturen van B. subtilis werden gedurende de jaren 1950 gebruikt als alternatief medicijn vanwege de immunostimuleringseffecten door het celmateriaal, dat na vertering een breed spectrum van immuunactiviteiten gaf inclusief activering van de uitscheiding van de specifieke antibodytypes IgM, IgG en IgA en het vrijkomen van CpG-dinucleotiden (cytosine en guanine gescheiden door een fosfaat (—C—fosfaat—G—)), waardoor INF A/Y productie van leukocyten en cytokinen, belangrijk bij het ontwikkelen van cytotoxiciteit (giftigheid) tegen tumorcellen, in gang gezet wordt. Het kwam vanaf 1946 in Noord-Amerika en Europa in de handel als een immunostimulerende hulp bij de behandeling van aandoeningen aan het maag-darmstelsel en urinewegen door onder andere het rotavirus en Shigella-bacteriën, maar verloor zijn populariteit na de introductie van goedkope antibiotica ondanks de kleinere kans van allergische reacties en een duidelijk mindere giftigheid voor de normale maag-darmstelselflora in vergelijking met antibiotica.

## Modelorganisme
B. subtilis is goed te gebruiken in de genetische technologie en wordt daardoor bij laboratoriumonderzoek veel gebruikt als een modelorganisme, vooral voor bestudering van de sporevorming, hetgeen een vereenvoudigd voorbeeld van celdifferentiatie is. Ook is de bacterie zeer beweeglijk door de vele zweepdraadjes. B. subtilis wordt vaak gebruikt als grampositief modelorganisme in plaats van de vergelijkbare maar gram-negatieve Escherichia coli.

### Andere toepassingen

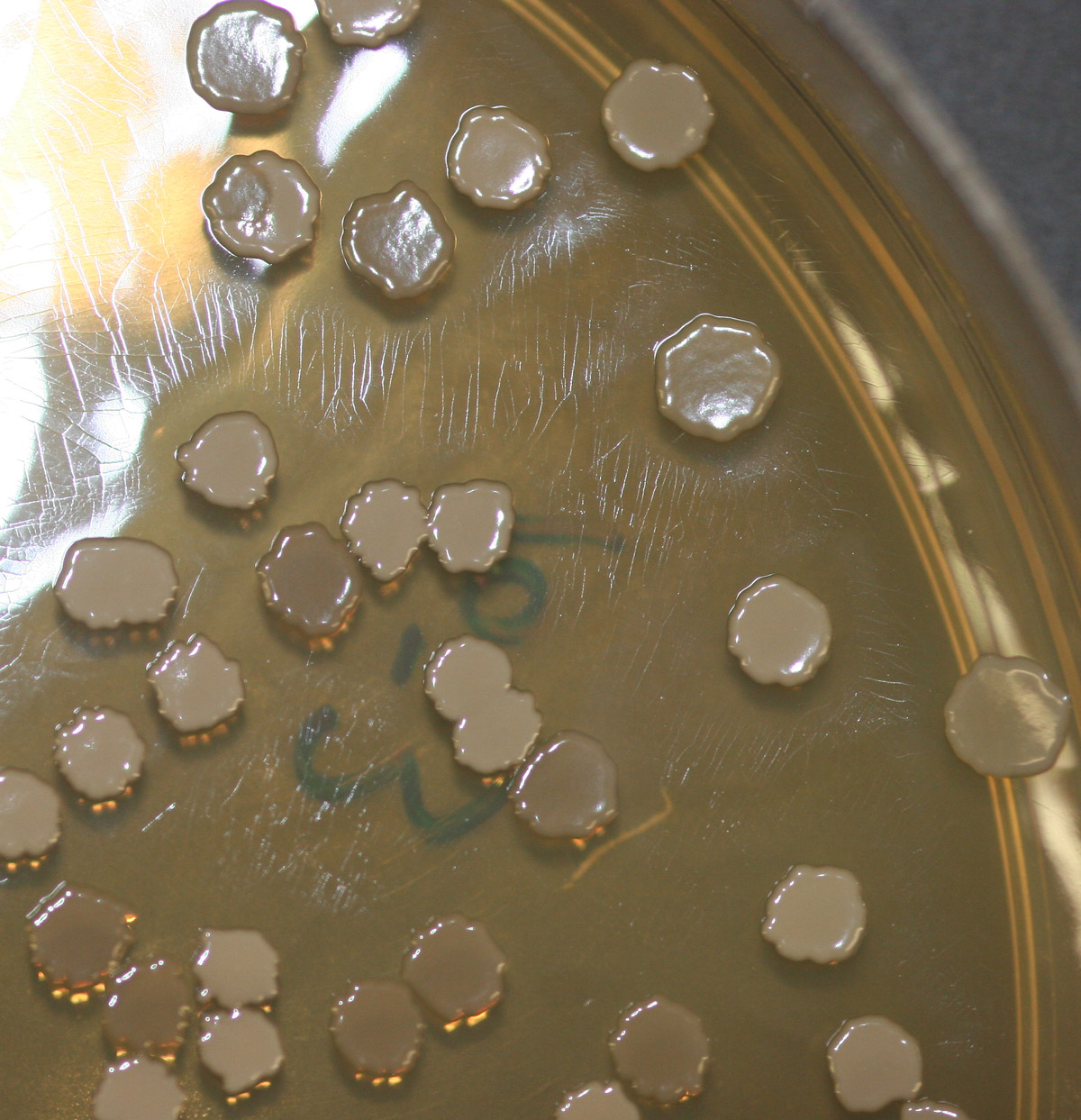
Kolonies van B. subtilis op een voedingsbodem in een moleculairbiologisch laboratorium.

In de tuinbouw en landbouw wordt B. subtilis soms toegevoegd aan de grond. Ook werd B. subtilis gebruikt ter vervanging van een biologisch wapen bij het Amerikaanse project Project SHAD (aka Project 112).
Enzymen van B. subtilis en B. licheniformis (subtilisines) worden toegevoegd aan wasmiddelen.
Een stam van B. subtilis, vroeger bekend als Bacillus natto, wordt commercieel gebruikt bij de productie van de Japanse lekkernij natto en het Koreaanse gerecht cheonggukjang
B. subtilis stam QST 713 (verhandeld als QST 713 of Serenade) is schimmelwerend en wordt gebruikt als een biologisch bestrijdingsmiddel. Zo wordt het in Frankrijk gebruikt in de wijnbouw bij de bestrijding van de grauwe schimmel.
Kan explosieven afbreken in de onschadelijke stoffen stikstofgas, koolstofdioxide en water.
Ze spelen een rol bij het verwijderen van ongevaarlijk radionuclideafval [bijvoorbeeld thorium (IV) en plutonium (IV)] door de protonbindende eigenschappen van hun oppervlak.
De recombinante stammen B. subtilis str. pBE2C1 en B. subtilis str. pBE2C1AB werden gebruikt bij de productie van polyhydroxyalkanoaten (PHA). Ze kunnen ook het moutafvalwater als koolstofbron gebruiken bij de productie van PHA.
Ze werden gebruikt bij de productie van amylase enzymen.

## Genoom
In de jaren 1990 tot 1997 werd het genoom onderzocht en is de volgorde van de nucleotiden in de DNA-moleculen vastgesteld (gesequencend). Het circulaire genoom is 4.214.810 basenparen groot en het GC-gehalte (guanine-cytosinegehalte) is 43,52 %. Van de sequenties hebben 86,87 % een nucleotide coderende functie, de overige bevinden zich gedeeltelijk in de regulatorisch belangrijke gebieden tussen de genen. Gemiddeld ontbreekt bij een gen 893,41 (63 - 14.793) nucleotiden.

## Replicatie
Het dupliceren van het circulaire genoom van B. subtilis gebeurt vanaf een vaste plaats op het DNA, het zogenaamde 'origin of replication' (het locus oriC). Replicatie vindt vanaf twee richtingen tegelijk plaats (bidirectioneel) en twee replicatie vorken worden langs de twee chromosoom helften afgewikkeld zowel met de klok mee als tegen de klok in. De replicatie is compleet wanneer de vorken het terminusgedeelte bereiken, dat op de chromosoommap tegenover het 'origin of replication' ligt. Het terminusgedeelte bestaat uit verscheidene korte DNA-sequenties (Ter-plaatsen), die de replicatie laten stoppen. Speciale eiwitten begeleiden alle stappen van de DNA-replicatie. Bij B. subtilis en Escherichia coli komen zowel dezelfde maar ook verschillende van deze eiwitten voor. De verschillen tussen deze eiwitten benadrukken de verschillen tussen de mechanismen en strategieën bij de duplicatie van hun genoom, die de bacteriën in de loop van de evolutie hebben ontwikkeld.